# Olympische Jugend-Sommerspiele 2010/Teilnehmer (Benin)
| Gelbes Symbol für Goldmedaillen mit stilisierten Olympischen Ringen | Graues Symbol für Silbermedaillen mit stilisierten Olympischen Ringen | Braundes Symbol für Bronzemedaillen mit stilisierten Olympischen Ringen |
| ------------------------------------------------------------------- | --------------------------------------------------------------------- | ----------------------------------------------------------------------- |
| —                                                                   | —                                                                     | —                                                                       |

Die Jugend-Olympiamannschaft aus Benin für die I. Olympischen Jugend-Sommerspiele vom 14. bis 26. August 2010 in Singapur bestand aus vier Athleten.

## Athleten nach Sportarten

### Leichtathletik
Mädchen
- Ariane Amouro
100 m: 19. Platz
- Loth Toni
400 m: disqualifiziert (Finale)

### Ringen
Jungen
- Victorin Kouagou
Freistil bis 76 kg: 6. Platz

### Taekwondo
Jungen
- Jehudiel Kiki
Klasse bis 63 kg: 9. Platz